# Úlcera de Hunner
A úlcera de Hunner ocorre em 5 a 10 por cento das pessoas que apresentam cistite intersticial, uma doença da bexiga. As úlceras se formam na parede da bexiga e, como qualquer lesão do tipo, elas podem sangrar, exsudar e variar de tamanho. A lesão foi descrita pela primeira vez pelo Dr. Guy LeRoy Hunner (1868–1957), um ginecologista da Universidade Johns Hopkins, em um artigo destinado à Boston Medical Society em 1915.

## Diagnóstico
A úlcera de Hunner só pode ser adequadamente diagnosticada através da cistoscopia com hidrodistensão. O procedimento é realizado com o paciente sob anestesia geral.

## Tratamento
As úlceras podem ser removidas por cauterização (a lesão é queimada com energia elétrica ou laser) ou ressecção (remove-se a úlcera e o tecido inflamado em seu entorno). Algumas úlceras podem recidivar no mesmo local.
Muitos pacientes escolhem conviver com as úlceras e tratar os sintomas associados por meio da instilação vesical e/ou medicamentos e terapias para dor .